# Famars Communal Cemetery Extension
Le cimetière « Famars Communal Cemetery Extension » est un cimetière militaire  de la Première Guerre mondiale situé sur le territoire de la commune de Famars, Nord. 

## Localisation
Ce cimetière est situé au sud du bourg, à côté du cimetière communal rue de Bermerain.

## Historique
Occupée dès la fin août 1914 par les troupes allemandes, Famars  est restée loin du front jusqu'au 1er novembre 1918, date à laquelle le bourg a été pris par le 4ème Gordon Highlanders, après deux jours de combats, le 27 octobre 1918 . 

## Caractéristique
Le cimetière  a été étendu crée fin octobre et début novembre 1918. Il y a maintenant 35 victimes de la guerre 1914-1918 commémorées dans ce site dont un petit nombre n'est pas identifié.

## Sépultures
| Pays        | Sépultures |
| ----------- | ---------- |
| Royaume-Uni | 34         |
| Canada      | 1          |
| Total       | 35         |

### Liens Externes
http://www.inmemories.com/Cemeteries/famars.htm